# Bathyergus
Bathyergus is een geslacht van zoogdieren uit de familie van de molratten (Bathyergidae). De wetenschappelijke naam van het geslacht werd in 1811 gepubliceerd door Johann Karl Wilhelm Illiger.

## Soorten
Er worden 2 soorten in dit geslacht geplaatst:
- Bathyergus janetta Thomas & Schwann, 1904 - Namaquaduinmolrat
- Bathyergus suillus (Schreber, 1782) - Kaapse duinmolrat